# 功夫皇帝
《功夫皇帝》（英語：Emperor of Kung Fu）是1981年鲍学礼执导的电影，由倪匡、靳蜀美编剧、狄龙等出演，该作主要讲述原本对皇位不感兴趣的雍正，最后还是在一些人的帮助下，继承皇位的故事。

## 影片介绍
原本雍正并没有打算继承皇位，不过在其他皇族人的追杀下，他为了保护自己，不得不在民间寻找了很多武术家来帮助自己，来将暗杀自己的皇族人击败。以及更改遗诏，成为了皇帝。

## 演员
- 狄龙
- 蔡弘
- 房勉
- 陈星
- 施思
- 陈观泰
- 陶敏明

## 其他
- 该电影的主演狄龙的妻子在本作中客串了一个角色。

## 備註
1. ↑  . 1990年.
2. ↑  司馬芬. . 1983年.
3. ↑  黄仁. . 2004年.
4. ↑  梁良. . 1984年.

## 相關連結
- 豆瓣电影上《功夫皇帝》的資料 （简体中文）
- 互联网电影数据库（IMDb）上《功夫皇帝》的资料（英文）
- 香港影庫上《功夫皇帝》的資料（繁體中文）
- 爛番茄上《功夫皇帝》的資料（英文）